# Marian Jager-Wöltgens
M.A.J. (Marian) Jager-Wöltgens (ca. 1954) is een Nederlands politicus van de PvdA.
Haar vader was in Kerkrade werkzaam bij de Staatsmijnen. In 1982 kwam ze in de gemeenteraad van Ooststellingwerf waar ze vanaf 1988 drie jaar wethouder is geweest. Van 1991 tot 1994  was ze lid van de Provinciale Staten van Friesland. Van 2009 tot 2014 was ze opnieuw wethouder en wel in Boornsterhem. In dat laatste jaar was Jager-Wöltgens enkele maanden waarnemend burgemeester van Opsterland. Van  2015 tot 2019 was ze lid van het dagelijks bestuur van het Wetterskip Fryslân (Waterschap Friesland). Op 15 december 2020 keerde ze terug in de gemeente waar haar politieke loopbaan begon en werd Marian opnieuw benoemd als wethouder van de gemeente Ooststellingwerf.
Haar oudere broer en partijgenoot Thijs Wöltgens was Eerste en Tweede Kamerlid maar ook burgemeester.